# 손희서
손희서(1992년 12월 14일 ~)는 대한민국의 배우이다.

## 학력
- 1999년 ~ 2005년 서울탑동초등학교 (졸업)
- 2005년 ~ 2008년 동일중학교 (졸업)
- 2008년 ~ 2011년 과천외국어고등학교 일본어과 (졸업)
- 2012년 ~ 2017년 중앙대학교 정치외교학과 (졸업)
- 2019년 ~ 2022년 서울예술대학교 연기과 전문학사 (졸업)

## 공연
- 2022년 지구생활자의 노래
- 2021년 숲은 노래하지 않고
- 2020년 뮤지컬 Midninight Travel